# 細野佑美子
細野 佑美子（ほその ゆみこ、1981年6月3日 - ）は元女優、元声優、元歌手。元「COACH☆」のメンバー。ルノンプロモーションに所属後、Power Mと業務提携したが、同社解散後は目立った芸能活動は見られない。
2013年から映像コンテンツ権利処理機構に連絡のとれない権利者として掲載されている。

## 出演

### テレビドラマ
2002年
- 木更津キャッツアイ（TBS） - 五十嵐イチコ
- ダブルスコア（フジテレビ） - 木下緑
- ビッグマネー!〜浮世の沙汰は株しだい〜（フジテレビ） - 仁科光
- ぼくが地球を救う（TBS） - 渋谷セリ

2003年
- 特命係長 只野仁 シリーズ（テレビ朝日） - 足立和美

2004年
- 駄目ナリ!（よみうりテレビ） - 甲本春香・本城真樹

2006年
- 仮面ライダーカブト（2006年 - 2007年、テレビ朝日） - 神代美香
- ドラゴンフライ（WOWOW）

### 映画
2004年
- 盲獣vs一寸法師 - 盲目の美少女

2006年
- 木更津キャッツアイ ワールドシリーズ - 五十嵐イチコ

2008年
- 特命係長 只野仁 最後の劇場版
- 短編映画集『男たちの詩』

「IRON」（第59回カンヌ国際映画祭 国際批評家週間・ヤング批評家賞受賞）監督：中野裕之
「午後三時三分十五秒の観覧車」　監督：中野裕之

### バラエティ
- BSブランチ（第2期）

### テレビアニメ
- 涼風（桜井萌果）
- Saint October（アルティスタ）
- 人造昆虫カブトボーグ V×V（エリーナ）

### Webアニメ
- 星空キセキ（こずえ）

### DVD
- ムラマサ 一ノ章 覚醒
- ムラマサ 二ノ章 言霊

### 舞台
- ギャラクシーエンジェルRe-Mix（フィルズィッヒ・アナナス・シルバーナ）